# Le Tourne
Le Tourne település Franciaországban, Gironde megyében. Lakosainak száma 836 fő (2022. január 1.). Le Tourne Haux, Langoiran, Portets és Tabanac községekkel határos.

## Népesség
A település népességének változása:
| Lakosok száma | 696  | 762  | 698  | 739  | 773  | 799  | 812  | 802  | 813  | 836  |
|               | 1968 | 1982 | 1990 | 2006 | 2013 | 2015 | 2017 | 2019 | 2020 | 2022 |